# アソシエーショニズム
アソシエーショニズム (Associationism) とは、社会思想、社会科学用語である。地縁に基づく集団「コミュニティ」の対概念で、共通の目的・関心を持つ者が集まり結びつく機能的集団のことを「アソシエーション (association) 」と呼ぶ。

## 概要
-ismという接尾語は、名詞や形容詞と結びついてそれを抽象名詞化するものであるから、アソシエーショニズムとは、そのようなアソシエーションを重視する主義、見地のことを意味すると考えられる。
19世紀初頭の社会主義思想史の初期において、ロバート・オウエンやアンリ・ド・サン＝シモンのようなユートピア理論の追随者によって、その思想・信条を著わすために使われた用語であった。

## 柄谷行人のアソシエーショニズム
柄谷行人は、ハンナ・アーレントが評議会共産主義（ソビエトあるいはレーテ）について、それが革命の伝統や理論の結果としてではなく、いつでもどこでも「まったく自発的に、その度ごとにそれまで全く無かったものであるかのようにして出現する」と指摘したことに触れ、そのような社会構成体のあり方は、社会主義、共産主義、アナキズムなどと呼ばれたものと同じであるとするが、それらの呼称は手垢にまみれて誤解を生みやすいため、柄谷の著書では「X」あるいは「アソシエーショニズム」と呼んでいるとしている。
柄谷の思想においては、普遍宗教によって開示された「他者を手段としてだけでなく目的として扱え」というカントの格率のもとでつながる、資本＝ネーション＝国家を超えた組織（生産消費組合）であり、マルクスの「可能なるコミュニズム」のコミューンは、この意味でのアソシエーションに他ならない。
マルクスの先輩で青年ヘーゲル派哲学者のモーゼス・ヘスによると、人々は自分の意志に反して資本の下で協業しているが、資本を廃棄すれば自分達の意志と自主管理で協業できるようになると考え、そのような社会を「有機的共同社会」と呼んだ。柄谷は、これがプルードンやマルクスの考えるアソシエーションと同義であると言う。つまり、アソシエーショニズムとは、資本の支配から自由になった協業・分業体制についての思想と言うことができる。